# Palmyra (Indiana)
Palmyra és un poble dels Estats Units a l'estat d'Indiana. Segons el cens del 2000 tenia 633 habitants.

## Demografia
Segons el cens del 2000, Palmyra tenia 633 habitants, 238 habitatges, i 169 famílies. La densitat de població era de 262,8 habitants/km².
Dels 238 habitatges en un 36,1% hi vivien nens de menys de 18 anys, en un 59,2% hi vivien parelles casades, en un 8,8% dones solteres, i en un 28,6% no eren unitats familiars. En el 23,1% dels habitatges hi vivien persones soles el 10,5% de les quals corresponia a persones de 65 anys o més que vivien soles. El nombre mitjà de persones vivint en cada habitatge era de 2,63 i el nombre mitjà de persones que vivien en cada família era de 3,12.
Per edats la població es repartia de la següent manera: un 26,9% tenia menys de 18 anys, un 8,4% entre 18 i 24, un 31,6% entre 25 i 44, un 19,3% de 45 a 60 i un 13,9% 65 anys o més.
L'edat mediana era de 35 anys. Per cada 100 dones de 18 o més anys hi havia 96,2 homes.
La renda mediana per habitatge era de 36.964 $ i la renda mediana per família de 42.083 $. Els homes tenien una renda mediana de 30.000 $ mentre que les dones 22.321 $. La renda per capita de la població era de 15.114 $. Entorn del 4,7% de les famílies i el 7,8% de la població estaven per davall del llindar de pobresa.

## Poblacions més properes
El següent diagrama mostra les poblacions més properes.